# Ninox rudolfi
Ninox rudolfi là một loài chim trong họ Strigidae.